# Aleksandr Kazakevič
Aleksandr Kazakevič, né le 12 juin 1986 à Vilnius, est un lutteur gréco-romain lituanien.

## Biographie
Le 5 août 2012, il obtient la médaille de bronze aux Jeux olympiques de Londres en catégorie des moins de 74 kg.